# الشركة السعودية للخدمات الأرضية
الشركة السعودية للخدمات الأرضية هي شركة مساهمة سعودية، مدرجة في سوق الأسهم السعودي. تعمل الشركة في مجال المناولة الأرضية في المملكة العربية السعودية وتقدم خدمات المناولة الأرضية في جميع المطارات التجارية في المملكة العربية السعودية .

## أعمالها
يشمل نطاق عملها جوانب الخدمات المطلوبة من قبل شركات الطيران بما في ذلك خدمات الركاب في الصالات وخدمات الساحة بالمطار ومنها: خدمات الأسطول، الخدمات الفنية، خدمات النقل خدمات مراقبة الحركة وخدمات الأمتعة بالنسبة لتدريب الموظفين في الشركة السعودية للخدمات الأرضية يعد من الأمور ذات الأولوية العالية ويستفيد منه الأف الموظفين حيث يشاركون سنويا في الدورات التدريبية المختلفة التي تعقد في مختلف أنحاء المملكة، ومعتمده من جانب اتحاد النقل الجوي الدولي وبرنامج الأياتا لتدقيق وسلامة العمليات الأرضية، ومركز التدريب الذي يقع في المركز الرئيسي للشركة في جدة.
تقدم الشركة السعودية للخدمات الأرضية خدماتها لأكثر من 100 شركة طيران مختلفة تصل هذه الخدمات لأكثر من 250.000 رحلة جوية في السنة يستفيد منها أكثر من 55 مليون مسافر. منذ عام 2007 م بدأت الخدمات الأرضية بالخطوط الجوية العربية السعودية بتقديم مجموعة متكاملة من خدمات المناولة الأرضية للخطوط الجوية العربية السعودية وشركات الطيران المحلية والأجنبية ورحلات الحج والعمرة والرحلات الملكية ورحلات كبار الشخصيات، ويتولى موظفوها خدمة المسافرين في ستة وعشرون مطار دولي وإقليمي وداخلي.

## خدماتها
تشمل خدماتها جميع أنشطة المناولة الأرضية مثل:
- إدارة المحطات وتمثيل الشركات.
- خدمات الركاب داخل الصالات والساحات.
- تشغيل المعدات الثقيلة.
- خدمات مناولة الأمتعة.
- هندمة المقصورة.
- خدمات الأسطول.
- معدات الدعم الأرضية.
- مراقبة الحمولة
- توجية الطائرات وحركتها داخل الساحات.
- خدمات الساحة.
- نقل ومرافقة الشحنات.
- التنسيق مع متعهدي التموين والوقود.

## وصلات خارجية
- الموقع الرسمي لشركة السعودية للخدمات الأرضية